# 御所水道
御所水道（ごしょすいどう）は、かつて京都府京都市に存在した日本の水道施設。京都御所の防火を目的としていた。

## 概要
琵琶湖疏水から取水した水を、大日山に設置された貯水池（大日山貯水池）に揚水し、京都御所で火災が発生した際に高圧で送水する防火施設としての機能を有した。貯水池から京都御所までの標高差約60メートルを、約4キロメートルの鉄管で結んだ。
御所水道が消火に使用されたのは1回限りである。1954年8月16日に、鴨川で花火大会が実施された。その際、「残り火のついた落下傘花火」が小御所に引火し小御所は焼失したが、その延焼を防ぐために使われた。

## 沿革
京都御所の防火用水は、江戸時代においては鴨川から取水していた。1890年に琵琶湖第1疏水が完成してからは、鴨川の水と第1疎水分線の水とを合わせて利用していた。
しかし、水質や水量が不十分となったため、宮内省は対処として御所水道を計画した。田辺朔郎らの手によって1900年には設計図が完成したが、日露戦争の影響により計画進行は停滞した。しかし1910年に帝国議会で予算が承認され、宮内省直轄のもと建設が行われた。1914年5月14日に御所水道の施設は完成し、落成式が開かれた。
1949年、御所水道が京都市に譲渡され、京都での水需要の増加に対応するために大日山貯水池は沈殿池に改造され、九条山浄水場となった。
1987年、施設の老朽化などから九条山浄水場は休止され、翌1988年からは「水処理技術の実験プラント」として利用された。
1992年、京都御所の防火用水について琵琶湖疏水からの取水を停止し、地下水をポンプでくみ上げ利用することになったことから、御所水道は廃止された。

## 施設

### 旧御所水道ポンプ室

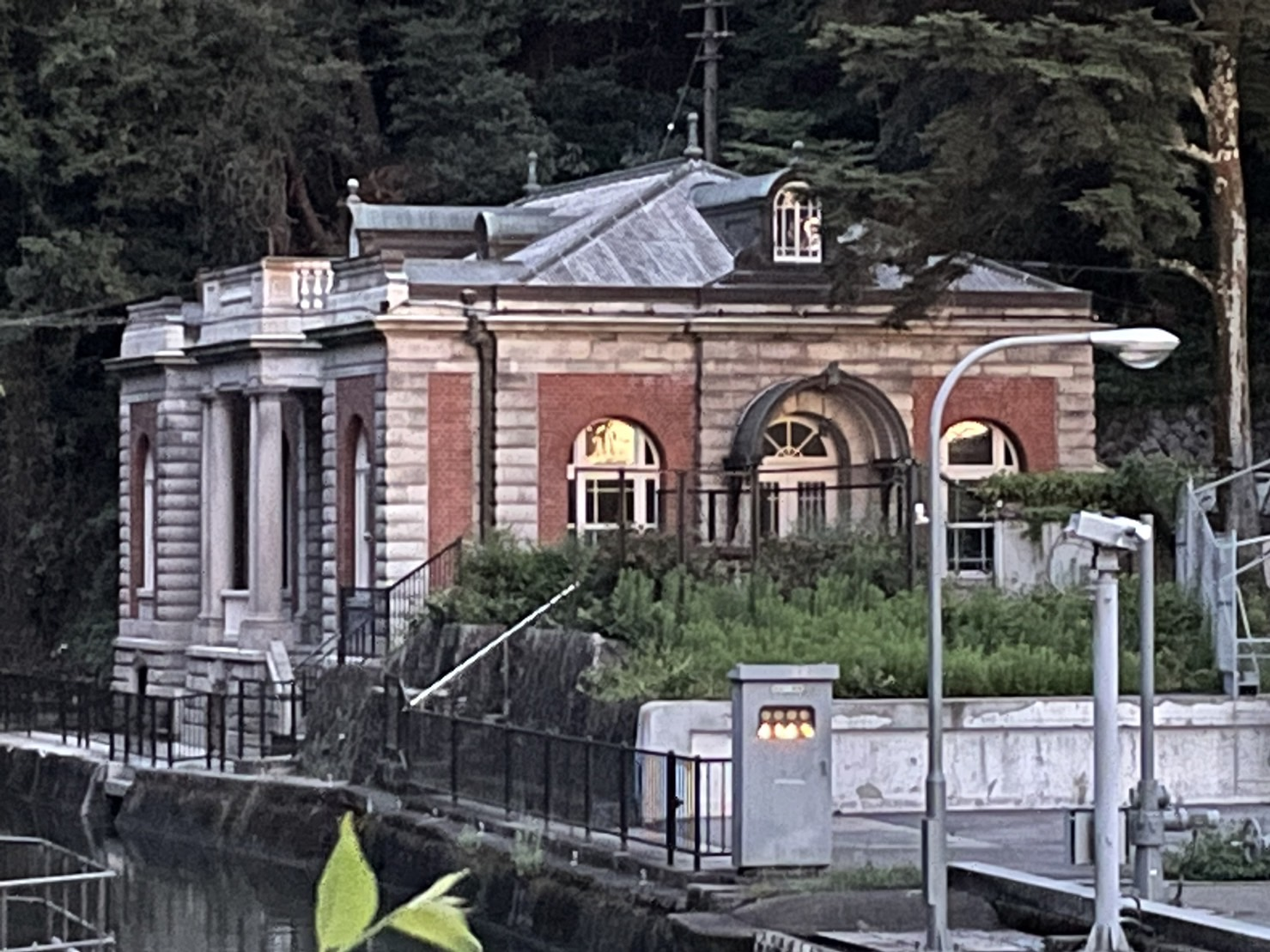
施設の一翼を担った旧御所水道ポンプ室。

「第1疏水から大日山貯水池に水を上げるポンプを据え付けた建物」である。御所水道の一翼を担っていた。宮内省内匠寮の設計で、担当したのは片山東熊、山本直三郎であった。外観は、「円柱付きバルコニーなどを備えた重厚感ある意匠」となっている。2020年4月に登録有形文化財に登録された。

### 旧九条山浄水場（旧大日山貯水池）
ポンプ室からくみ上げられた水を貯めるための貯水池として設置されたのち、九条山浄水場として利用されたが、1987年に休止し、1996年に廃止。実験プラントとしての活用も2004年に停止した。2021年8月25日時点で、跡地には、沈殿池などを保存しつつ高級宿泊施設が建てられる予定である。